# Volkswagen Golf Sportsvan
Volkswagen Golf Sportsvan – samochód osobowy typu minivan klasy kompaktowej produkowany pod niemiecką marką Volkswagen w latach 2014 - 2020.

## Historia i opis modelu

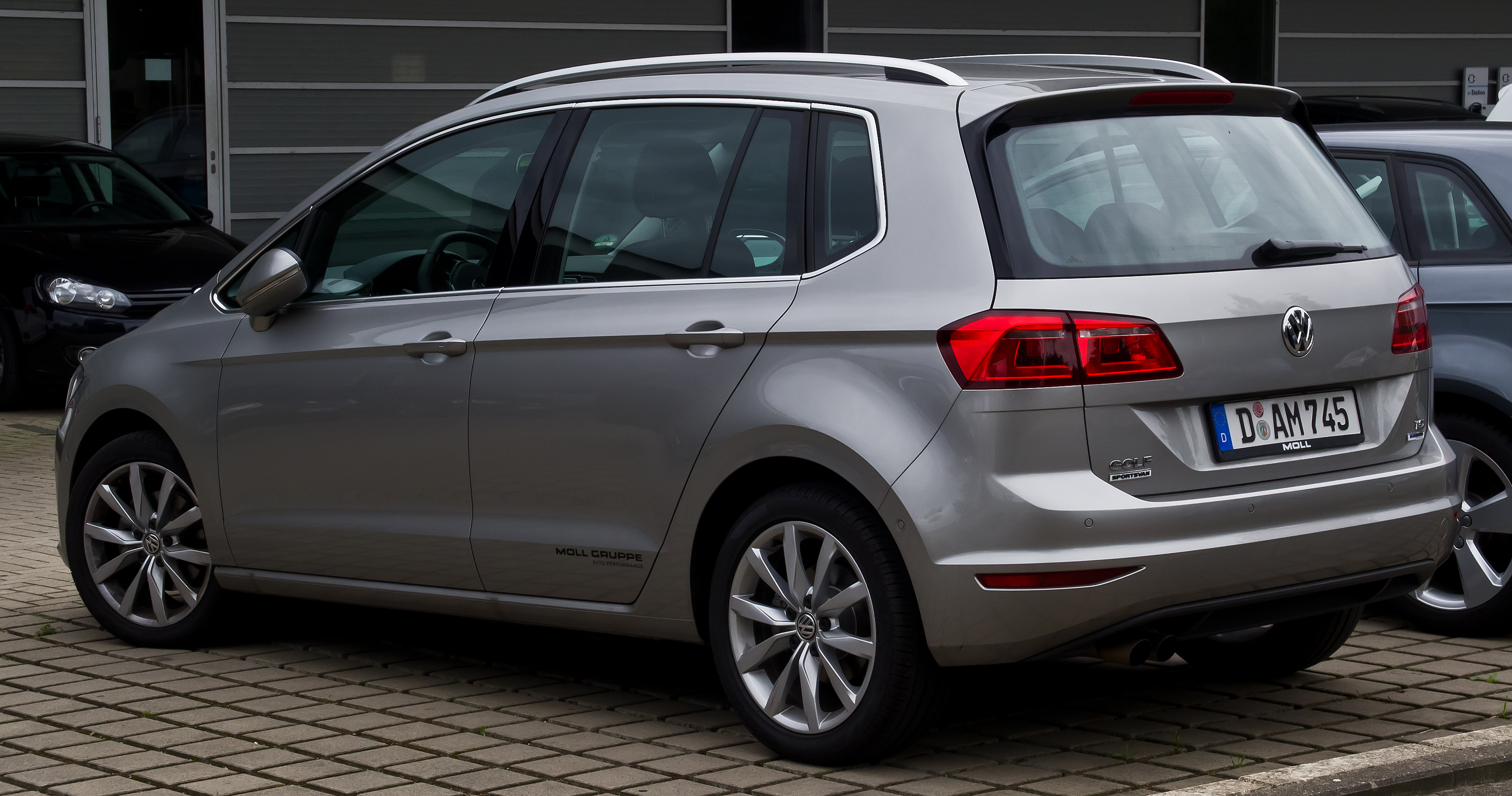
Volkswagen Golf Sportsvan - tył

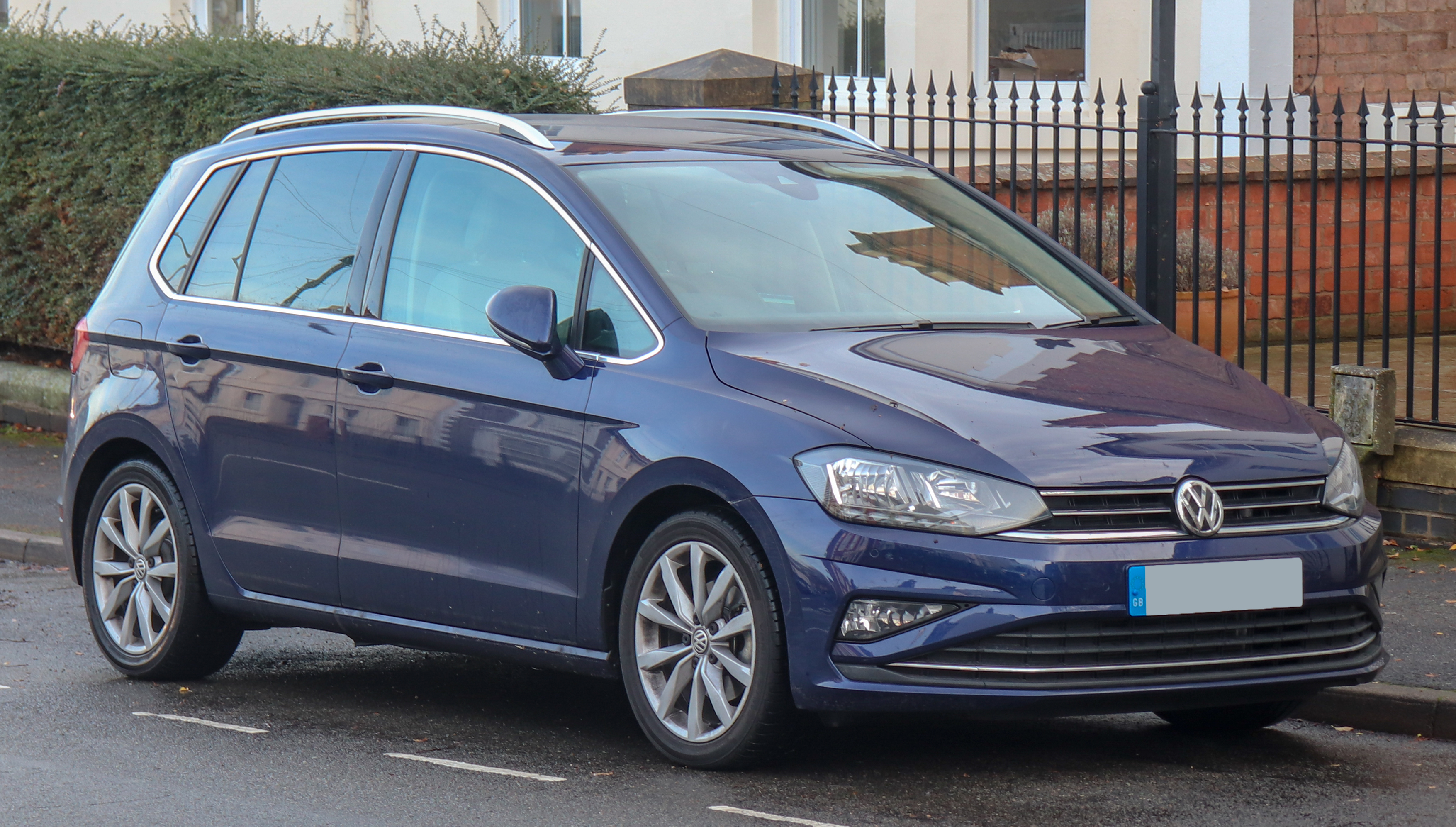
Volkswagen Golf Sportsvan po liftingu

Samochód został po raz pierwszy oficjalnie zaprezentowany podczas targów motoryzacyjnych we Frankfurcie w 2013 roku. Auto zbudowane zostało na bazie modułowej płyty podłogowej MQB jako następca modelu Golf Plus. 
W 2018 roku samochód przeszedł modernizację. W jej ramach zmieniono wypełnienie przednich i tylnych lamp, a także zamontowano przestylizowany przedni zderzak.

### Następca
W lipcu 2019 roku pojawiły się informacje, że Golf Sportsvan nie zostanie zastąpiony przez kolejną generację, za jaką można go było traktować wobec modelu Golf Plus.

### Wersje wyposażeniowe
- Trendline
- Comfortline
- Highline
- R-Line
- United

Standardowe wyposażenie podstawowej wersji Trendline obejmuje m.in. system ABS, ASR, MSR i ESP oraz XDS+, 7 poduszek powietrznych, elektryczne sterowanie szyb, elektryczne sterowanie lusterek, system audio ze złączem kart SD oraz 5-calowym ekranem dotykowym, elektroniczny hamulec postojowy z funkcją Auto Hold, system monitorowania ciśnienia w oponach, światła do jazdy dziennej oraz klimatyzację. Bogatsza wersja Comfortline dodatkowo wyposażona została m.in. w kierownicę oraz dźwignię zmiany biegów pokryte skórą, gniazdko 12V w bagażniku oraz 16-calowe alufelgi. Najbogatsza odmiana Highline została wyposażona także m.in. w chromowane dodatki we wnętrzu pojazdu, klimatyzację automatyczną, wielofunkcyjną kierownicę, światła przeciwmgłowe oraz czujniki deszczu.
Opcjonalnie auto doposażyć można m.in. w biksenonowe reflektory ze świetlnymi wkładkami wykonanymi w technologii LED, a także 17 lub 18-calowe alufelgi, podgrzewane koło kierownicy, aktywne zawieszenie DCC, system obserwacji otoczenia Front Assist z funkcją awaryjnego hamowania w mieście, adaptacyjny tempomat, system rozpoznający zmęczenie kierowcy, asystenta utrzymania pasa ruchu (Lane Assist), panoramiczny dach, system CarNet z 8-calowym ekranem dotykowym, służący do przekazywania informacji online, korzystania z map Google Earth oraz z Wi-Fi.
Volkswagen Golf Sportsvan został zaprojektowany głównie pod kątem praktyczności. Wewnątrz znajduje się sporo schowków. Do dyspozycji jest duży schowek po stronie pasażera, pod panelem klimatyzacji z gniazdem 12V i USB. Po lewej stronie kierowca ma kolejny niewielki schowek. Dodatkowo w tunelu centralnym jest miejsce na dwa kubki oraz schowek w podłokietniku. Pod przednimi siedzeniami znajdują się praktyczne szuflady. W tylnym rzędzie siedzeń również jest podłokietnik z miejscem na kubki. Obok nawiewów dla pasażerów drugiego rzędu znajduje się gniazdo 12V. Mogą korzystać oni również z rozkładanych stolików. Każdy Sportsvan  wyposażony jest w dwa mocowania ISOFIX, znajdujące się na skrajnych miejscach. Tylna kanapa ma możliwość regulacji kąta pochylenia oparcia. W bagażniku o pojemności 500 l znajdziemy dwa haczyki na reklamówki oraz gniazdo 12V.

### Silniki
| Silnik                | Pojemność skokowa [cm³] | Typ silnika        | Moc maksymalna [KM] przy obr./min | Maks. moment obrotowy [Nm] przy obr./min | Przyśpieszenie 0-100 km/h [S] | Prędkość maksymalna [km/h] |                    |                    |                    |
| Silniki benzynowe:    | Silniki benzynowe:      | Silniki benzynowe: | Silniki benzynowe:                | Silniki benzynowe:                       | Silniki benzynowe:            | Silniki benzynowe:         | Silniki benzynowe: | Silniki benzynowe: | Silniki benzynowe: |
| --------------------- | ----------------------- | ------------------ | --------------------------------- | ---------------------------------------- | ----------------------------- | -------------------------- | ------------------ | ------------------ | ------------------ |
| 1.0 TSI BlueMotion    | 999                     | R3                 | 115 (85)/5000-5500                | 200/2000-3500                            | 10,4                          | 198                        |                    |                    |                    |
| 1.2 TSI BlueMotion    | 1197                    | R4                 | 86 (63)/4300-5300                 | 160/1400-3500                            | 13,2                          | 177                        |                    |                    |                    |
| 1.2 TSI BlueMotion    | 1197                    | R4                 | 110 (81)/4600-5600                | 175/1400-4000                            | 10,7                          | 192                        |                    |                    |                    |
| 1.4 TSI BlueMotion    | 1395                    | R4                 | 125 (92)/5000-6000                | 200/1400-4000                            | 9,9                           | 200                        |                    |                    |                    |
| 1.4 TSI BlueMotion    | 1395                    | R4                 | 150 (110)/5000-6000               | 250/1500-3500                            | 8,8                           | 212                        |                    |                    |                    |
| Silniki wysokoprężne: |                         |                    |                                   |                                          |                               |                            |                    |                    |                    |
| 1.6 TDI BlueMotion    | 1598                    | R4                 | 110 (81)/3200-4000                | 250/1500-3000                            | 11,3                          | 192                        |                    |                    |                    |
| 2.0 TDI BlueMotion    | 1968                    | R4                 | 150 (110)/3500-4000               | 340/1750-3000                            | 9,2                           | 211                        |                    |                    |                    |